# Peter Crome
Peter Crome (* 16. September 1938 in Karuizawa, Japan; † 16. Dezember 2003 in Köln) war ein deutscher Journalist und Schriftsteller.

## Leben
Peter Crome wurde 1938 als Sohn des deutschen Korrespondenten Werner Crome (1896–1972), eines Enkels des Justizrates Friedrich Crome, in Japan geboren. Nach Ende des Zweiten Weltkriegs wurde Crome mit seinen Eltern, wie fast alle Deutschen, aus Japan repatriiert.
Crome studierte Alte Geschichte, Zeitungswissenschaften und Klassische Philologie in München. Mit seiner Dissertation Symbol und Unzulänglichkeit der Sprache promovierte er 1966 bei dem italienischen Philosophen Ernesto Grassi.
Peter Crome folgte in seiner beruflichen Laufbahn seinem Vater und wurde schließlich ebenfalls Korrespondent für unterschiedliche Zeitungen in Japan und Südostasien, darunter für den Spiegel und die Frankfurter Rundschau. 1983 kehrte er nach Deutschland zurück, wo er 2004 verstarb. Während seiner Zeit in Japan und schließlich wieder in Deutschland schrieb Crome mehrere Japan-bezogene Bücher.
Peter Crome war mit Luise Crome geb. Schäfer, ebenfalls Journalistin, verheiratet.

## Veröffentlichungen
- Symbol und Unzulänglichkeit der Sprache. Jamblichos, Plotin, Porphyrios, Proklos, 1970.
- Der Tigergrill. Ein satirischer Roman aus Japan. Insel-Verlag, Frankfurt am Main 1984.
- Das Ungeheuer von Akiya, Jugendbuch. Überreuter 1987.
- Der Tenno. Japan hinter dem Chrysanthenvorhang. Kiepenheuer & Witsch, Köln 1988, ISBN 3-462-01931-7.
  - Neuauflage vom Autor aktualisiert und erweitert mit dem Titel: Japan hinter dem Chrysanthemenvorhang. Leben und Politik des Tenno Hirohito. dtv, München 1990, ISBN 3-423-11301-4.
- Der Onkel aus Meißen. Ein tragikomisches Zeitbild, 1993.
- Die Insel der Unsichtbaren. Bitter, Recklinghausen 1996.
- Tom in New York, 1996.